# Qualificazioni al campionato mondiale di calcio 2026 - AFC - seconda fase - girone B
Questa voce raccoglie i risultati delle partite del girone B valido come secondo turno di qualificazione al Campionato mondiale di calcio 2026 per la zona di competenza dell'AFC.
| Squadra        | P.ti | G | V | P | S | RF | RS | DR  |
| -------------- | ---- | - | - | - | - | -- | -- | --- |
| Giappone       | 18   | 6 | 6 | 0 | 0 | 24 | 0  | +24 |
| Corea del Nord | 9    | 6 | 3 | 0 | 3 | 11 | 7  | +4  |
| Siria          | 7    | 6 | 2 | 1 | 3 | 9  | 12 | -3  |
| Birmania       | 1    | 6 | 0 | 1 | 5 | 3  | 28 | -25 |

## Risultati

### 1ª giornata
| Arbitro: | Muhammad Taqi |

|                                          |           |  |
| Ueda 11’, 45+4’, 50’ Kamada 28’ Doan 86’ | Marcatori |  |

| Arbitro: | Alireza Faghani |

|                     |           |  |
| Al-Somah 37’ (rig.) | Marcatori |  |

### 2ª giornata
| Arbitro: | Ilgiz Tantashev |

|                   |           |                                                   |
| Win Naing Tun 77’ | Marcatori | 30’, 54’, 56’ Jong 34’ (rig.) Choe 38’ Han 70’ Ri |

| Arbitro: | Ma Ning |

|  |           |                                                |
|  | Marcatori | 32’ Kubo 37’, 40’ Ueda 47’ Sugawara 82’ Hosoya |

### 3ª giornata
| Arbitro: | Hassan Akrami |

|                  |           |             |
| Soe Moe Kyaw 35’ | Marcatori | 71’ Al Dali |

| Arbitro: | Adel Al Naqbi |

|           |           |  |
| Tanaka 2’ | Marcatori |  |

### 4ª giornata
| Arbitro: | Pranjal Banerji |

|                                                                  |           |  |
| Kharbin 30’, 54’, 63’ (rig.) Hesar 47’ Ajan 51’, 60’ Al Dali 80’ | Marcatori |  |

| Pyongyang 26 marzo 2024, ore 17:00 UTC+9 | Corea del Nord | 0 – 3 (a tavolino ) referto | Giappone | Stadio Kim Il-sung |

### 5ª giornata
| Arbitro: | Majed Al-Shamrani |

|  |           |                                             |
|  | Marcatori | 17’, 90+3’ Nakamura 37’ Dōan 75’, 83’ Ogawa |

| Arbitro: | Salman Falahi |

|            |           |  |
| Jong 90+2’ | Marcatori |  |

### 6ª giornata
| Arbitro: | Ahmad Al-Ali |

|                                                                  |           |  |
| Ueda 13’ Doan 19’ Krouma 21’ (aut.) Soma 73’ (rig.) Minamino 85’ | Marcatori |  |

| Arbitro: | Shen Yinhao |

|                                               |           |                    |
| Ri Il-song 12’ Ri Jo-guk 16’, 43’, 87’ (rig.) | Marcatori | 57’ Hein Htet Aung |